# Eustorgio Salgar
Eustorgio Salgar Moreno Salazar (Bogotá, 1 de noviembre de 1831-Bogotá, 25 de noviembre de 1885) fue un abogado, político y oficial del ejército colombiano, miembro del Partido Liberal Colombiano, del cual era referente del ala más radical. 
A pesar de su corta edad, Salgar ya había sido un destacado militar luchando para la causa liberal en contra del dictador José María Melo y de Mariano Ospina Rodríguez, siendo retenido por el gobierno y luego liberado por los mosqueristas cuando tomaron el poder.  Su precocidad política se confirma en el hecho que sigue siendo la persona más joven en ser elegida para la presidencia de Colombia, hasta la fecha.
Fue jefe político del cantón de Zipaquirá, senador por el Estado Soberano de Santander y gobernador de la provincia santandereana de García Róvira. Cuando Mosquera cambió la constitución conservadora de 1858, Salgar perteneció al triunviraro temporal liderado por Froilán Largacha. Su excelente desempeño militar lo llevó a ser ascendido al grado de general del ejército colombiano.
Salgar fue presidente de los Estados Unidos de Colombia entre 1870 y 1872, siendo conocido como "el Presidente Caballero" porque le correspondió gobernar en unos años de alta cultura nacional y de consolidación de la educación, con la creación de las escuelas normales para la formación de los maestros colombianos. En su gobierno se creó el Banco de Bogotá.

## Biografía

### Inicios
Eustorgio Salgar Moreno nació en Bogotá, el 1 de noviembre de 1831, en el seno de una familia de la aristocracia local. Realizó estudios de jurisprudencia en la Universidad Central de Bogotá (actual Universidad Nacional), donde recibió el doctorado en Derecho en el año 1851, cuando apenas tenía veinte años.
En 1852 fue nombrado jefe político en el cantón de Zipaquirá, y miembro de la cámara del mismo cantón. Durante estos primeros años de su vida pública ocupó la gobernación de la provincia de García Rovira (al sur del actual departamento de Santander) entre 1853 y 1855, sucediendo a Antonio María Pradilla, y tras fusionarse esta provincia con la de Pamplona, fue gobernador de la nueva provincia durante tres años más.
En 1854, Salgar se unió a las tropas democráticas que se alzaron en contra del dictador José María Melo (quien había tomado el poder luego que José María Obando rehusara declararse dictador popular a raíz del clima de  hostilidad con el congreso), quien en medio de una inmensa impopularidad se vio obligado a renunciar y huyó a Centroamérica. La conspiración anti-Melo contó con la financiación y participación del conservatismo y el liberalismo radical, así como de todos los expresidente vivos del país a la fecha.

### Conflicto con Ospina, guerra civil y prisión

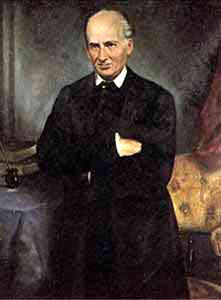
Ospina Rodríguez, presidente de la época.

En 1858, se creó el Estado Soberano de Santander, desapareciendo las provincias de García Róvira y Pamplona, y Salgar pasó a ocupar un escaño en el Senado de la Confederación Granadina, nombre que había recibido el país con la recién sancionada Constitución Nacional. En 1859 fue elegido para gobernar el Estado de Santander, primero como presidente interino y meses después como titular del cargo. 
Desde aquel cargo, y al igual que los otros presidentes estatales (gobernadores) afiliados al liberalismo, emprendió una dura oposición contra el presidente federal, Mariano Ospina Rodríguez, quien era conservador. Las relaciones entre Salgar y el gobierno federal no eran buenas, a tal punto que Ospina ordenó una insurrección con jóvenes políticos santanderanos para lograr la expulsión de Salgar del estado, pero la popularidad de Salgar lo llevó a mantenerse en el cargo. 
En 1860, Salgar fue designado presidente del estado de Cundinamarca. Al estallar la guerra civil de 1860 provocada por el presidente del Cauca, el expresidente Tomás Cipriano de Mosquera, el Estado de Santander decidió respaldarlo, por lo cual entró en conflicto con el poder central, al punto de que se declararon la guerra, siendo derrotados los santandereanos, tras la batalla de El Oratorio de ese mismo año. Salgar, su gabinete y varios dirigentes liberales de la región fueron apresados y llevados a Bogotá, la capital de la federación.

### Liberación y triunfo liberal

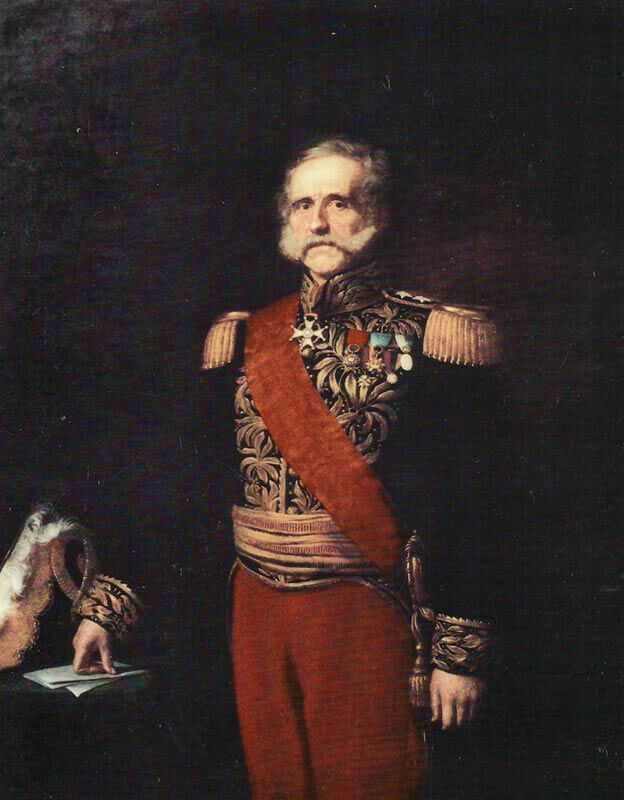
El general Mosquera, instigador y ganador de la guerra civil de 1860.

Al año siguiente, el 18 de junio de 1861, Mosquera y sus tropas entraron en Bogotá, apresaron al presidente Ospina, a su hermano Pastor y hombres cercanos al gobierno (quienes huyeron del palacio presidencial y fueron interceptados y arrestados en Antioquia), y Mosquera se proclamó presidente, desconociendo la elección del 10 de junio donde Julio Arboleda había sido elegido sucesor de Ospina Rodríguez.
Con Mosquera en el poder, todos los presos políticos liberales fueron liberados, entre ellos Salgar, quien empezó a adquirir protagonismo nacional al ser designado procurador general de la federación.Estados Unidos de Colombia sucedió a la Confederación Granadina en 1861, acción que fue confirmada con la constitución de 1863, convirtiendo al país en un estado federalista y liberal.
A principios de 1862 la asamblea estatal de Santander elige a Salgar presidente estatal, y éste regresa a Bucaramanga para asumir el cargo. Ese mismo año es ascendido al grado de general del ejército por sus excelentes servicios prestados a la causa liberal. 

### Miembro del gobierno provisional (1863-1864)
Al año siguiente, Salgar participó en la Convención de Rionegro, siendo elegido como vicepresidente del órgano constituyente; de esta convención resulta elegido un gobierno provisional plural conformado por cinco secretarios (o ministros), del que resulta Salgar uno de sus miembros como secretario de Hacienda del presidente del ejecutivo plural, el exprocurador de la nación, Froilán Largacha Hurtado.
En 1864 regresó al gobierno del Estado Soberano de Santander, alternando sus funciones como secretario de Hacienda de Mosquera (quien se posesionó como presidente electo el 14 de mayo de 1863), y luego, en 1867 como embajador ante los Estados Unidos, país en el que vivió hasta 1868, mientras en su país el presidente Mosquera sufrió un golpe de estado después de su reelección en 1866. El poder fue asumido por el general golpista Santos Acosta y Mosquera fue hecho prisionero. 

### Regreso a Colombia y candidaturas presidenciales (1868-1870)

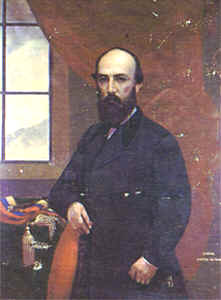
Santos Gutiérrez venció a Salgar en las elecciones de 1868.

En 1868, Acosta fue enviado a Washington para asumir la legación colombiana. A su regreso a Colombia, Salgar ocupó por cuarta vez la presidencia de Santander. Ese año, Salgar presentó por primera vez a las elecciones con el respaldo del expresidente Mosquera (quien quería regresar al poder pero no podía hacerlo a muto propio).
Salgar se enfrentó con el conservador Pedro Justo Berrío, y al general radical Santos Gutiérrez, quien ganó la presidencia gracias a los 6 votos estatales que logró. Por su parte, Salgar solamente fue apoyado por su estado, Santander, quedando en tercer lugar, debajo de Berrío, quien obtuvo 2 votos estatales.
En 1870, Salgar presentó nuevamente su candidatura a la presidencia de los Estados Unidos de Colombia, enfrentándose con el expresidente Mosquera (representante del liberalismo moderado y apoyado por los conservadores), y al también expresidente Pedro Alcántara Herrán (yerno de Mosquera y representante del conservadurismo radical). 
Salgar obtuvo los votos de los estados de Magdalena, Panamá, Cundinamarca, Santander y Boyacá (para un total de 5 estados, contra los 3 de Mosquera y el estado de Herrán) convirtiéndose en presidente de su país a los 39 años, siendo el más joven a la fecha en ganar las elecciones presidenciales.

### Presidente de los Estados Unidos de Colombia (1870-1872)

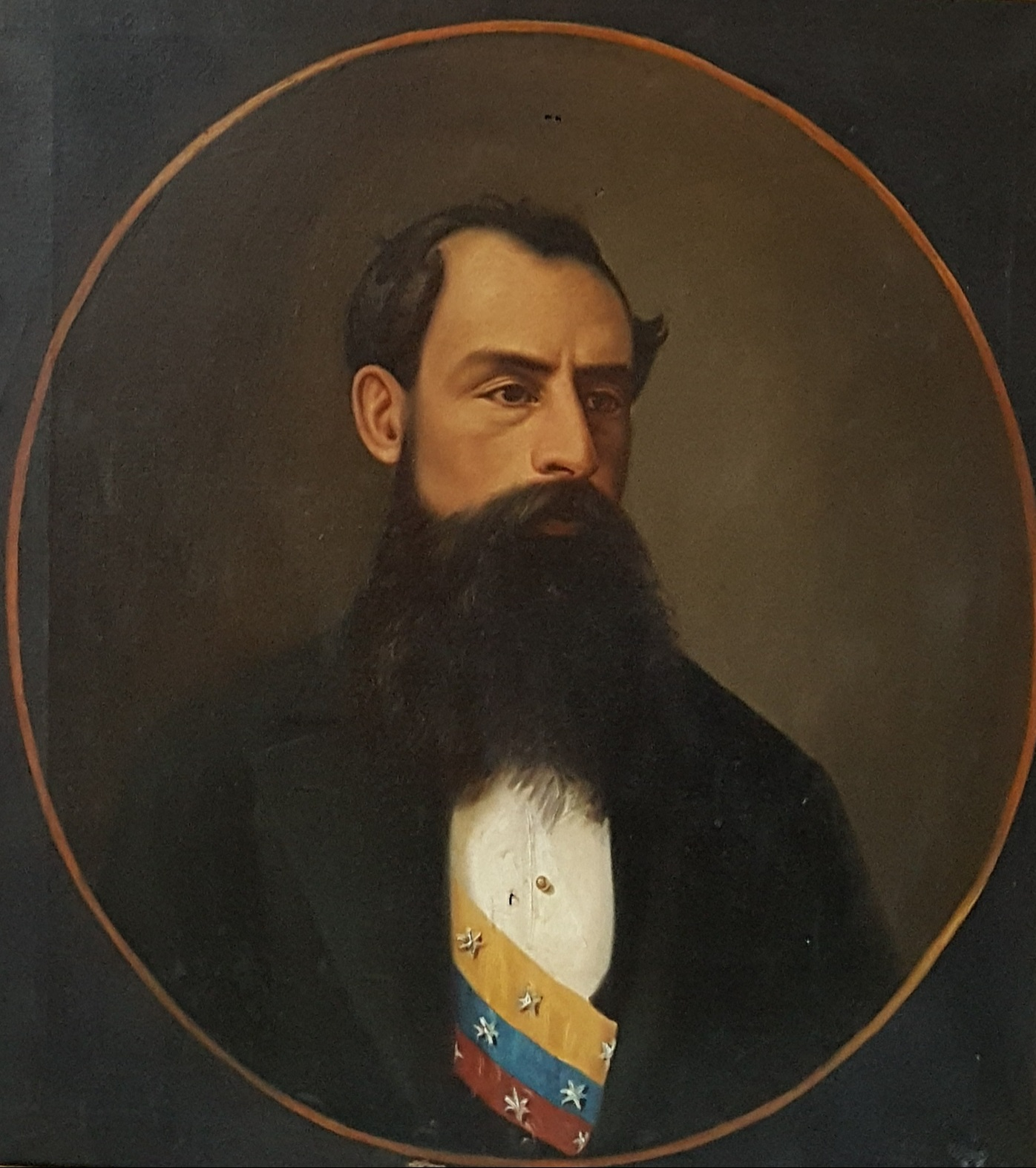
Óleo presidencial de Eustorgio Salgar

Se considera su presidencia un tiempo de paz, se posesionó en el solio de Bolívar el 1 de abril de 1870. Secretarios de su gobierno fueron, Felipe Zapata en Relaciones Exteriores, César Conto y Julián Trujillo en Tesoro, Hacienda y Fomento a Salvador Camacho; y a Rafael Nuñez en Guerra y Marina. Así pues nombró un gabinete federal netamente liberal.
En 1870, con su firma en calidad de jefe de Estado, junto con la de Jorge Isaacs como presidente del congreso colombiano, se emitió la ley 78 de 1870, mediante la cual Colombia ofreció su ciudadanía a todo el pueblo del Paraguay, para prevenir que se volvieran apátridas sus habitantes en caso de desaparecer el país en el marco de la Guerra de la Triple Alianza.
Tras el influjo de nuevos contactos con la península y el proclive ambiente de tranquilidad en la nación florecieron las Artes y la Cultura y por supuesto así a la Educación, llevando a un nivel superior como nunca antes se había logrado. Entonces nació la Academia Colombiana de la Lengua, rectora de la Lengua en América. Felipe Zapata fue el gestor de las políticas de educación y el presidente Salgar encargó la Instrucción pública al conservador Manuel María Mallarino.

### Muerte
Eustorgio Salgar falleció el 25 de noviembre de 1885 a los 54 años, siendo sepultado en el Cementerio Central de Bogotá.

## Familia

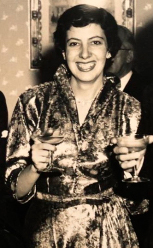
Su bisnieta, Consuelo Salgar de Montejo.

Eustorgio Salgar Moreno era hijo de la coronel Antonio Salgar Navas y de Nieves Moreno, siendo su único hermano el político Januario Salgar Moreno, quien fue exministro y rector de la Universidad Nacional de Colombia.

### Matrimonio y descendencia
Eustorgio contrajo nupcias con Sinforosa Flórez Mateus, con quien tuvo a sus doce hijos: Benjamín, Eustorgio, María Eugenia, Luis, Dolores, María, Miguel, María Elena, Eurípides, Antonio y Ana Rosa Salgar Flórez. Sinforosa era hija del político Ángel María Flórez Camacho, quien fue gobernador de la Provincia de Vélez, hijo de una parienta de los generales Camacho de Bogotá.
Su hijo Luis fue padre de Juan Evangelista Salgar Martín, quien contrajo nupcias con una de las hijas del general Ruperto Aya Díaz, y de la sufragista, activista femenina y escritora María Currea Manrique (hija del general Aníbal Currea Bonilla). Eurípides, fue padre del diplomático y diplomático Antonio Salgar de la Cuadra, y abuelo de la política y periodista Consuelo Salgar Jaramillo (sobrina a su vez del exministro Jaime Jaramillo Arango, tía de la periodista Virginia Vallejo García y esposa de uno de los primos del expresidente Eduardo Santos Montejo).

## Homenajes
En su honor se creó un municipio en la cuenca del río Magdalena llamado Puerto Salgar, en la provincia de Bajo Magdalena, en el departamento de Cundinamarca.